# Engelsgarten

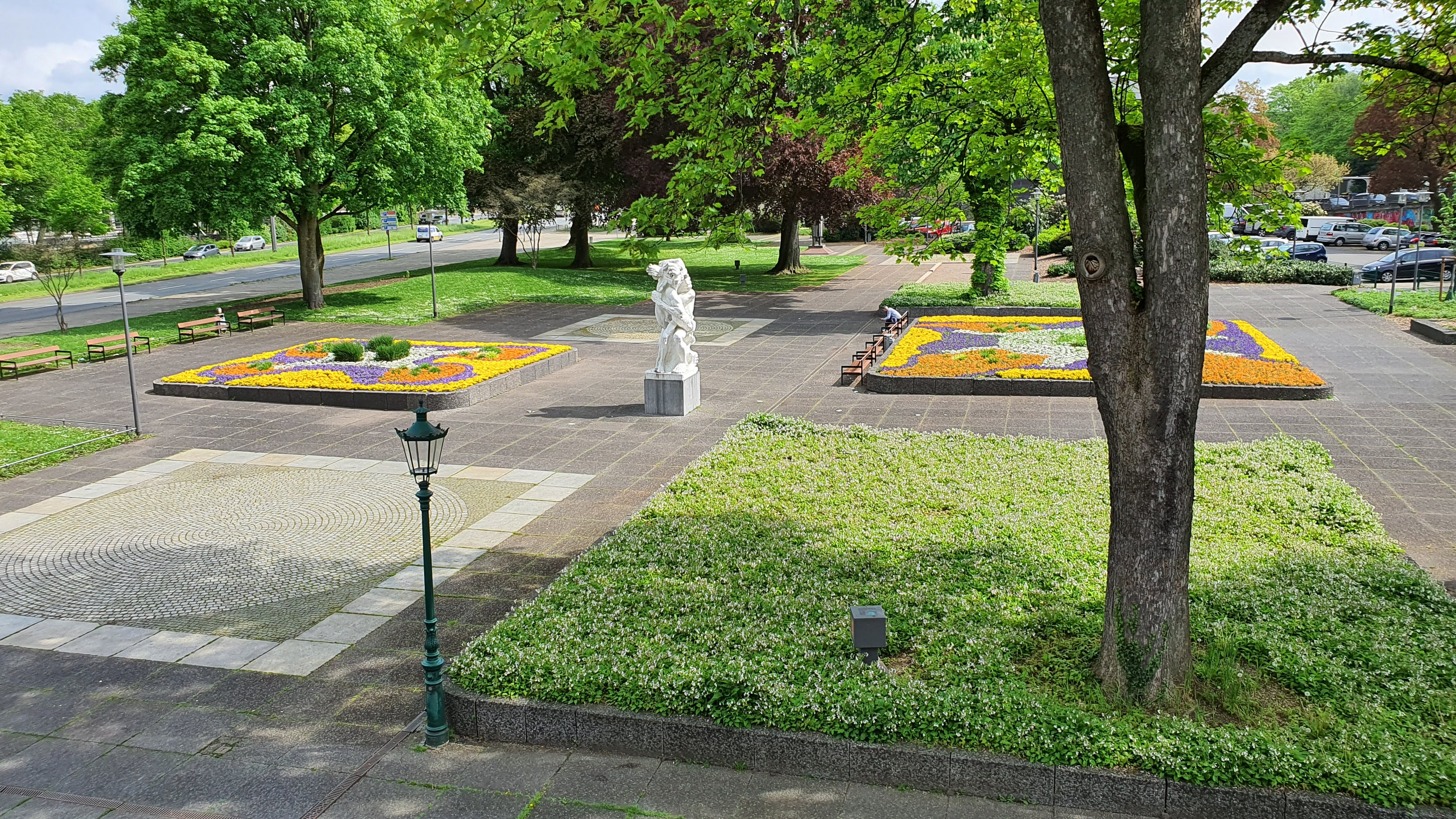
Blick auf den Engelsgarten in Wuppertal, fotografiert aus dem Engels-Haus am 9. Mai 2023.

Der Engelsgarten ist ein nach der Familie Engels, der unter anderem der Politiker und Philosoph Friedrich Engels entstammte, benannter Stadtpark in der bergischen Großstadt Wuppertal.

## Lage und Beschreibung
Die Anlage befindet sich westlich des Alten Markts und somit des Zentrums des Stadtteils Barmen. Der Engelsgarten wird nach Osten hin vom Opernhaus Wuppertal begrenzt, im Norden verläuft die Friedrich-Engels-Allee und im Süden die Wittensteinstraße. Im Westen befindet sich das Engels-Haus (es ist nicht das Geburtshaus von Friedrich Engels, aber eines der Wohnhäuser der Familie, in dem Engels aufwuchs und in dem sich heute eine Gedenkstätte an ihn befindet) sowie das Museum für Frühindustrialisierung, die zusammen das Historische Zentrum bilden.

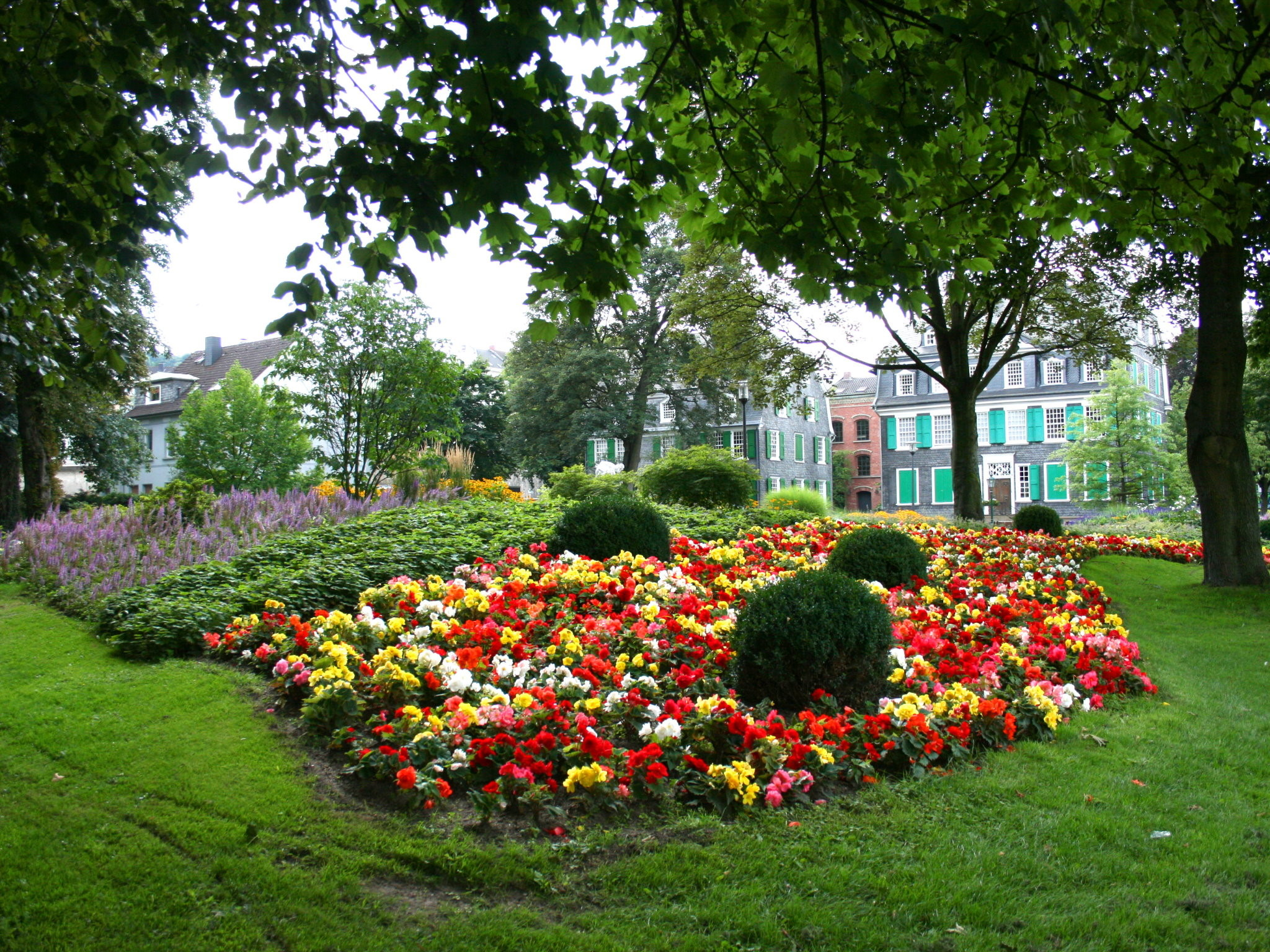
Blumenarrangement im Engelsgarten

Auf dem hiervor gelegenen gepflasterten Platz mit Blumenbeeten, der den westlichen Teil des Engelsgartens bildet, wurde im Juli 1981 die Skulptur Die starke Linke (auch Engels-Denkmal genannt) des 2009 verstorbenen österreichischen Bildhauers Alfred Hrdlicka der Öffentlichkeit übergeben. Der östliche Teil des Gartens besteht aus einer Rasenfläche mit einem teilweise unter Schutz stehenden Baumbestand sowie einem öffentlichen Parkplatz am Opernhaus. Dort am südöstlichen Rand liegt am ursprünglichen Standort des Geburtshauses von Friedrich Engels der Friedrich-Engels-Gedenkstein. Das Geburtshaus wurde im Zweiten Weltkrieg zerstört.
Die Reste eines alten Baumbestandes, darunter ein Spitzahorn (Acer platanoides), drei Rotbuchen (Fagus sylvatica), eine Rosskastanie (Aesculus hippocastanum) und eine Baumhasel (Corylus colurna), stammen noch aus dem ehemaligen Garten der Familie Engels. Die Rosskastanie ist heute als Naturdenkmal anerkannt.
Als Erich Honecker 1987 bei seiner ersten BRD-Reise auch das Engels-Haus besuchte, schenkte ihm Udo Lindenberg hier eine Lederjacke und eine Gitarre. Die Trauerfeier für Pina Bausch im August 2009 wurde live auf eine Großbildleinwand im Engelsgarten übertragen, da im Opernhaus nicht genügend Plätze für die Besucher vorhanden waren.
Im Jahr 2010 bot die Volksrepublik China der Stadt Wuppertal an, ihr eine 3,95 Meter hohe Friedrich-Engels-Statue für den Engelsgarten zu schenken. Dieses Angebot wurde im November 2013 vom Stadtrat mit großer Mehrheit angenommen. Die Skulptur des Bildhauers Zeng Chenggang wurde im Juni 2014 enthüllt.

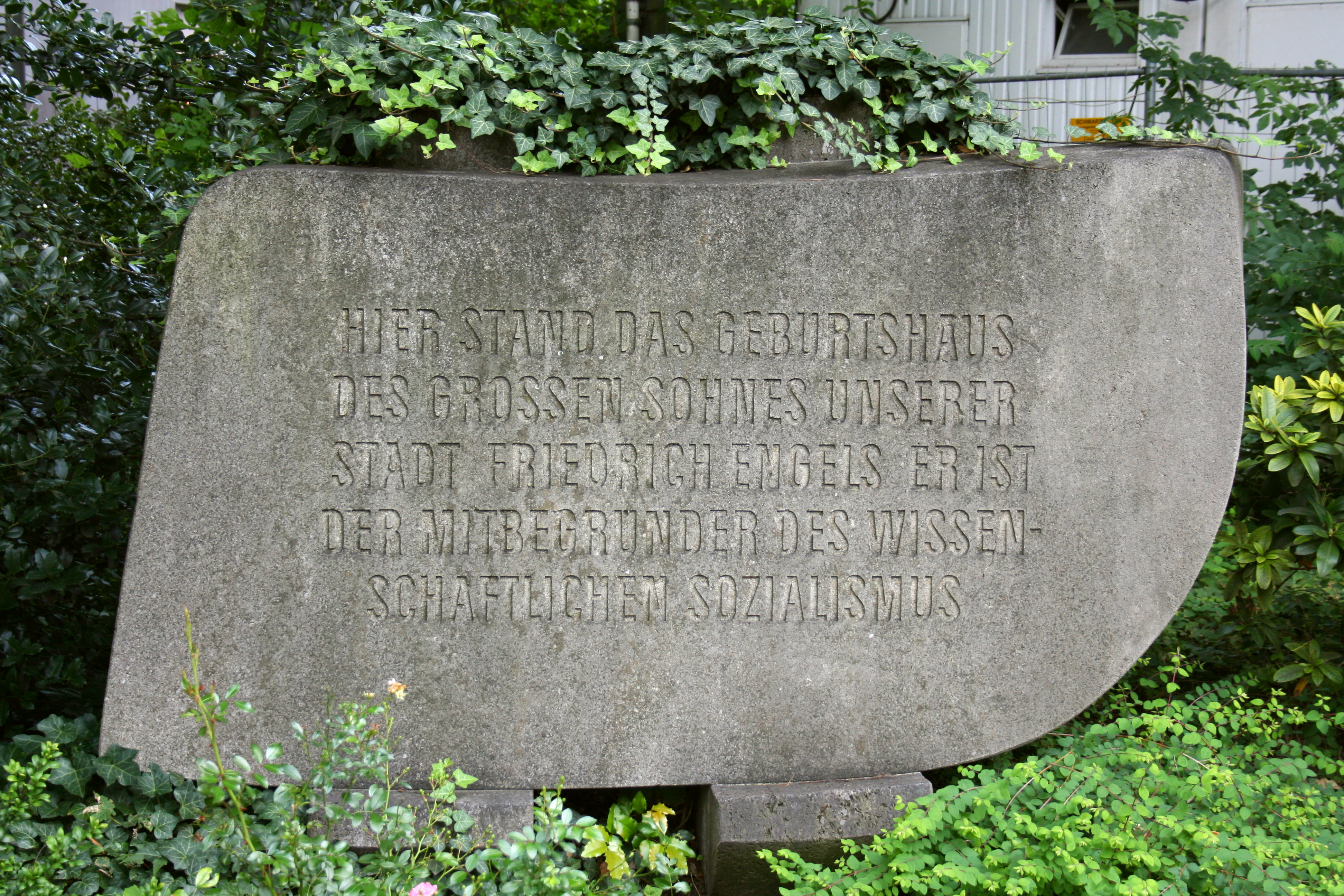
Der Friedrich-Engels-Gedenkstein
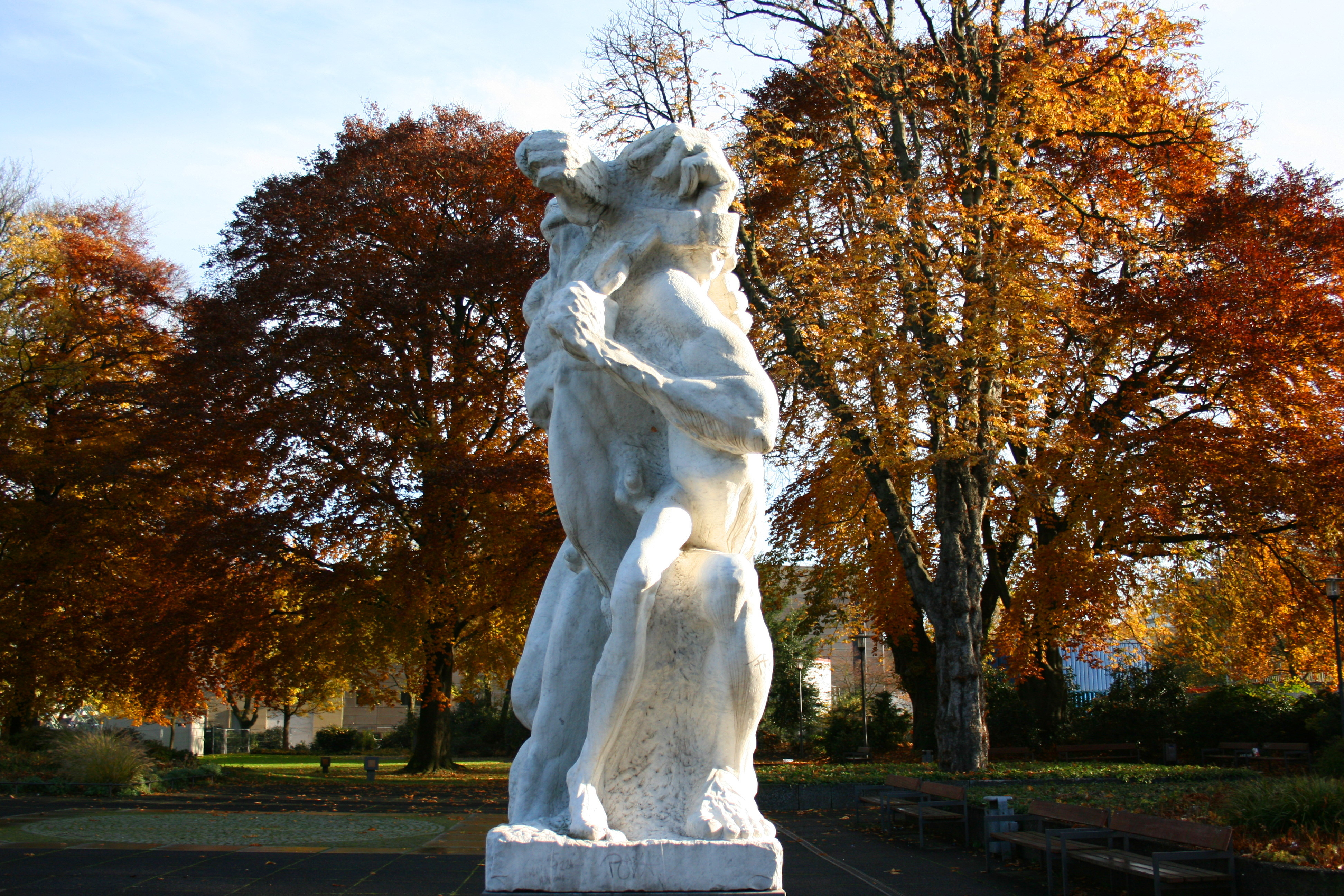
Die starke Linke
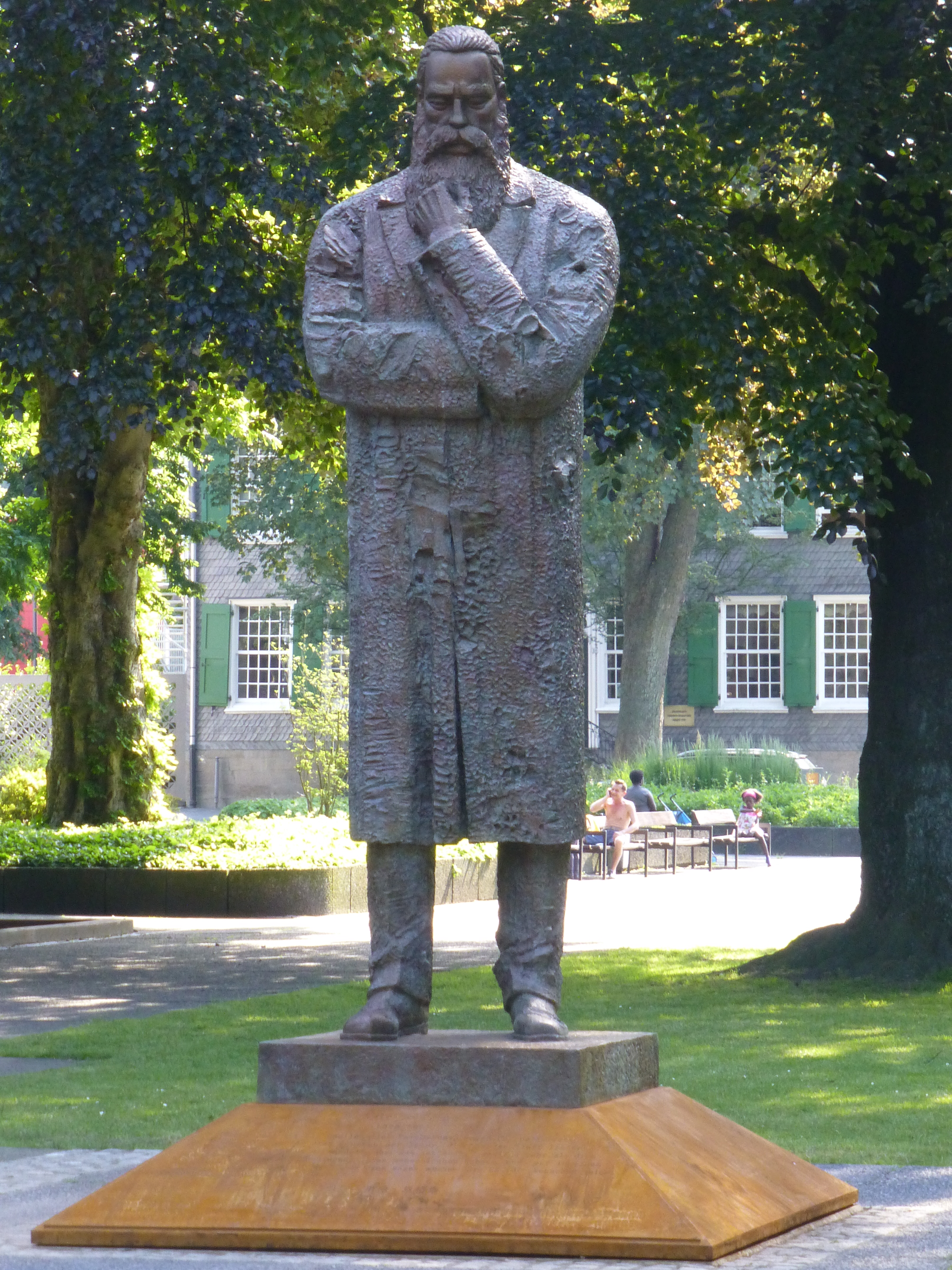
Engels-Denkmal